# مانوج سينها
مانوج سينها (بالهندية: मनोज सिन्हा)‏ (بالإنجليزية: Manoj Sinha)‏ هو سياسي هندي، ولد في 1 يوليو 1959 في الهند. حزبياً، نشط في بهاراتيا جاناتا. وقد انتخب عضو لوك سابها السادسة عشر ‏ عن دائرة Ghazipur Lok Sabha constituency ‏ وقد انضم خلال فترته النيابية ‏  للكتلة البرلمانية بهاراتيا جاناتا وانتخب عضو لوك سابها ‏.

## معرض صور

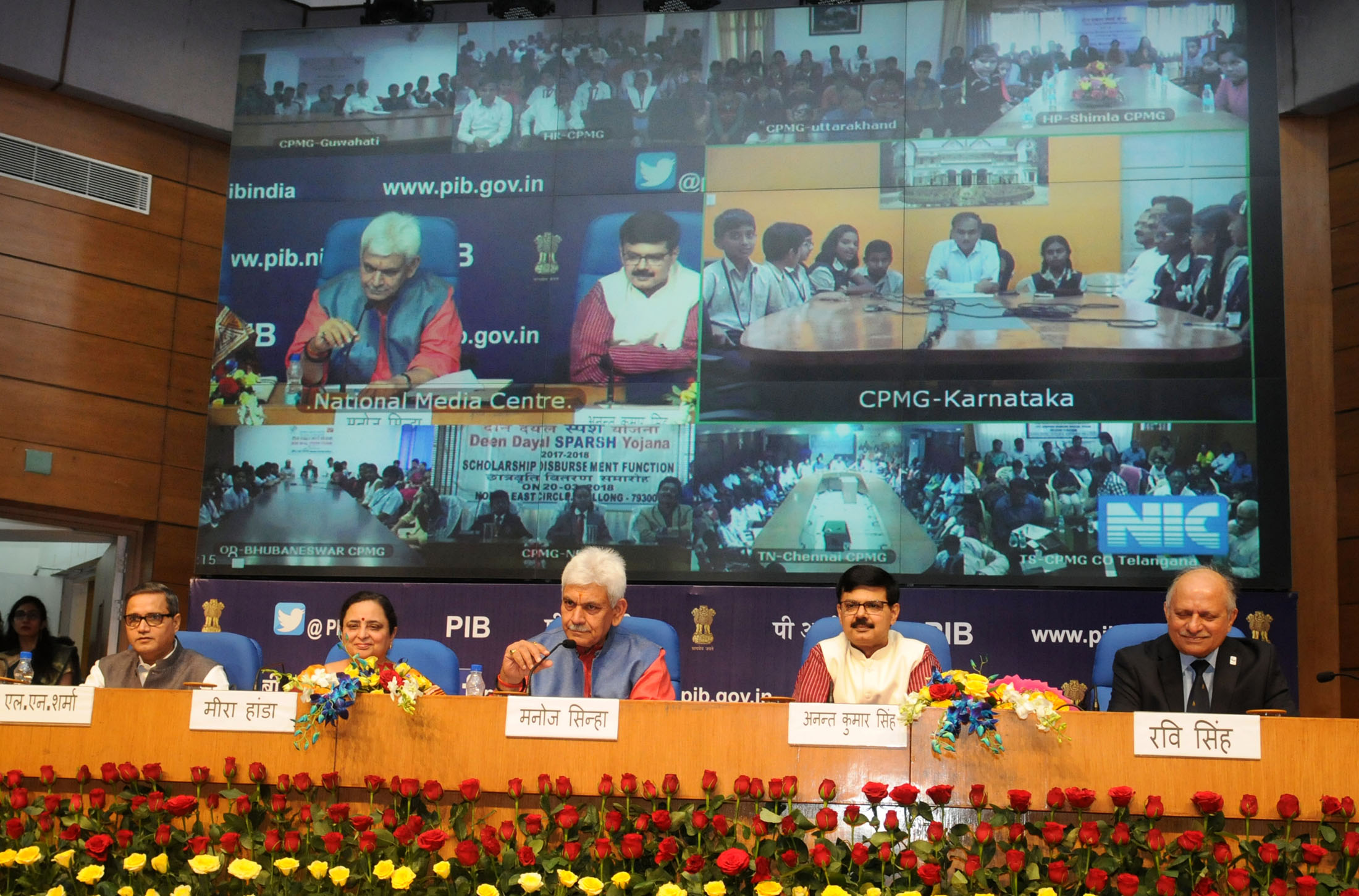
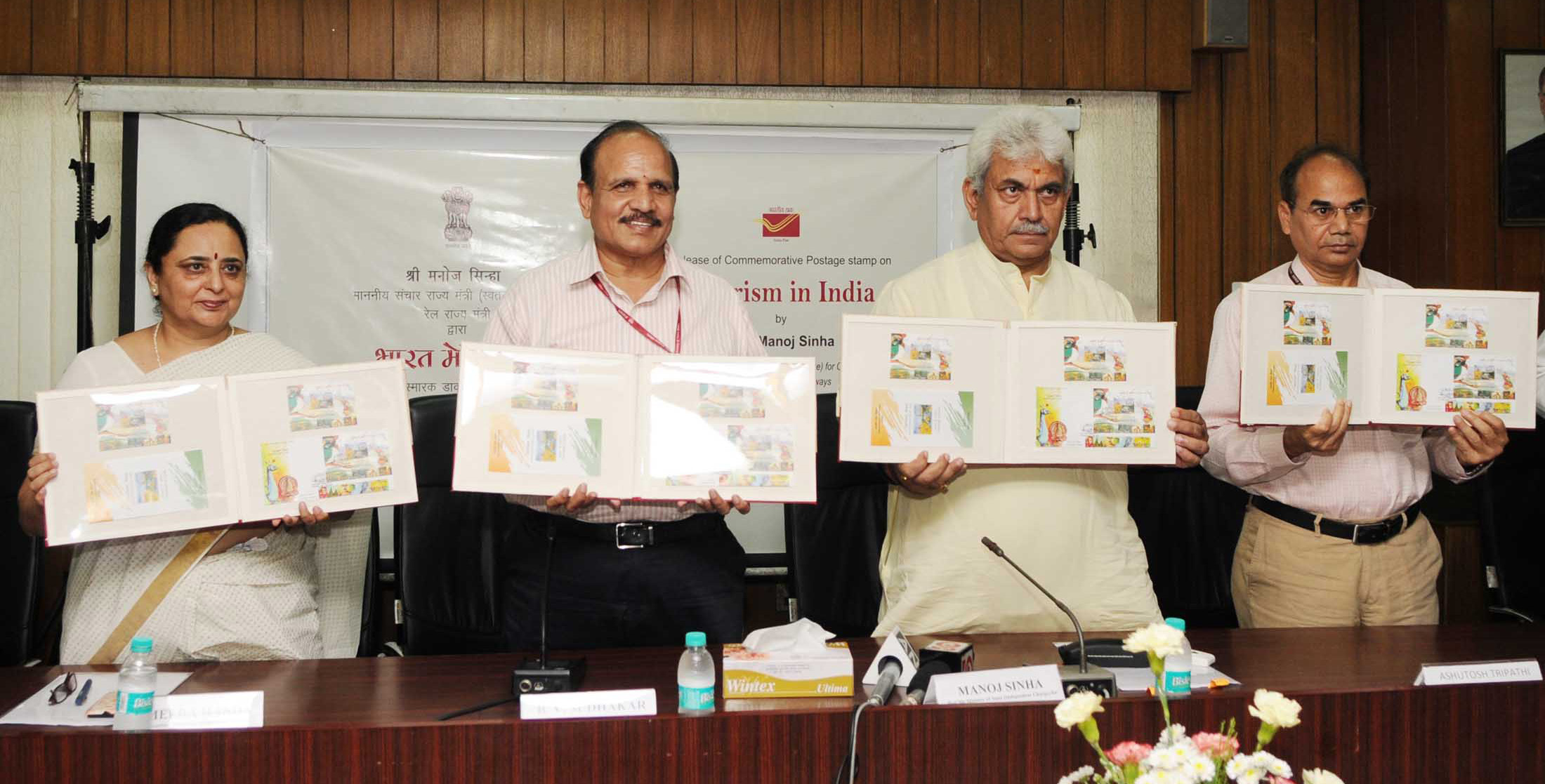
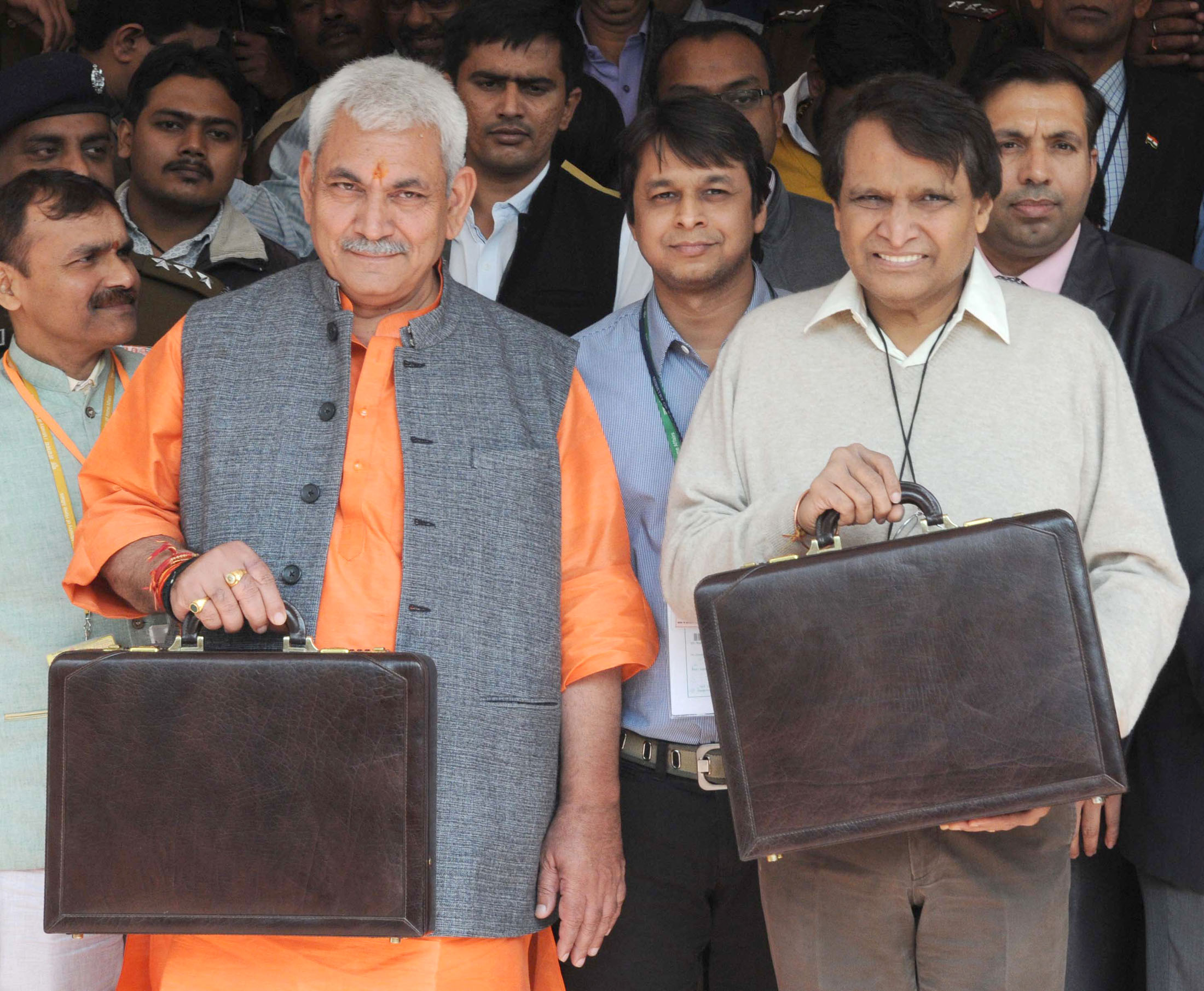